# Кирой-Богатырёва, Александра
Александра Кирой-Богатырёва (англ. Alexandra Kiroi-Bogatyreva; род. 4 марта 2002) — австралийская гимнастка русского происхождения, член сборной команды Австралии с 2015 года как юниорка и с 2018 года в старшем составе сборной, двухкратный бронзовый призёр Игр Содружества 2018 года и чемпионка и многократный призёр Игр Содружества 2022 года, многократная чемпионка Австралии в многоборье в упражнениях с индивидуальными предметами и в командном зачете (2018, 2019, 2021, 2022 и 2023), в том числе абсолютная чемпионка Австралии (2019).

## Биография
Родилась 4 марта 2002 года в городе Веллингтон, Новая Зеландия. В раннем возрасте переехала в Мельбурн, Австралию где начала заниматься художественной гимнастикой. В 2020 окончила школу и поступила на юридический факультет университета Монаша.

## Спортивная карьера
С трёх лет Александра занималась гимнастикой и танцами, а с шести лет начала занятия художественной гимнастикой в центре художественной гимнастики «Праран» (Prahran Rhythmic Gymnastics Specialist Centre) в городе Мельбурн, Австралия.
Помимо тренировок в Австралии, с 2016 по 2021 год Александра тренировалась под руководством Анастасии Вячеславовны Мишениной. С декабря 2021 года Александра тренируется в Азербайджане.
В 2018 году в возрасте 16 лет стала бронзовым призёром Игр Содружества в упражнении с мячом и в командном зачёте, а также самой молодой чемпионкой Австралии.
С 2018 года является ведущей художественной гимнасткой Австралии и Океании. Многократная чемпионка Австралии как в многоборье, так и в индивидуальных упражнениях (2018, 2019, 2022, 2023). Чемпионка Океании (2019, 2022, 2024), серебряный призёр (2021, 2023).
Представляла Австралию на этапах Кубка Мира по художественной гимнастике (в 2018, 2019, 2021, 2022, 2023 и 2024 годах), а также была ведущей гимнасткой Австралии на чемпионате мира в Софии в 2018 году, чемпионате мира в Баку в 2019 году, чемпионате мира в Китакиюсю в 2021 году, чемпионате мира в Софии в 2022 году и Чемпионате Мира в Валенсии в 2023 году.
В 2021 году заняла 33-ю строчку в мировом рейтинге Кубка Мира (World Challenge Cup) и стала единственной австралийской гимнасткой, принявшей участие на чемпионате мира в Китакиюсю в Японии.
В декабре 2021 года выступила на турнире «Небесная грация», организованном олимпийской чемпионкой Алиной Кабаевой. Он проходил в Москве на «ВТБ Арене» по правилам нового олимпийского цикла с учётом правил цикла 2001—2005
В 2022 году Кирой-Богатырёва приняла участие в трёх международных комплексных спортивных соревнованиях — Всемирные Игры 2022, Маккабиада 2022 и Игры Содружества 2022. На Маккабиаде стала пятикратным бронзовым призёром игр. На Играх Содружества Александра взяла золотую, серебряную и бронзовую медали. По итогам 2022 года заняла 30-ю строчку в мировом рейтинге по результатам чемпионата мира.
В 2023 году дебютировала в серии Гран-При, выступив в Гранд При Тье, Франция, где стала первой австралийской гимнасткой, вышедшей в финал этапа этого турнира, заняв 10-е место в многоборье.
В мае 2024 года заняла первое место на чемпионате Океании и квалифицировалась на летние Олимпийские игры 2024 в Париже.